# Alliance canadienne contre le vol de logiciels
 (janvier 2021).
Si vous disposez d'ouvrages ou d'articles de référence ou si vous connaissez des sites web de qualité traitant du thème abordé ici, merci de compléter l'article en donnant les références utiles à sa vérifiabilité et en les liant à la section « Notes et références ».
L'Alliance canadienne contre le vol de logiciels (ACCVL ; en anglais, Canadian Alliance Against Software Theft : CAAST) est une association commerciale canadienne affiliée à la Business Software Alliance. 
Sa mission est de réduire le piratage informatique et de protéger les intérêts des éditeurs de logiciels canadiens. Elle a été fondée en 1990.